# 1. division
1. division, kallad NordicBet Liga av sponsorskäl, är den näst högsta fotbollsserien på herrsidan i Danmark. 

## Format
Säsongen 2015/2016 flyttades tre lag upp till Superligaen medan bara ett, Hobro IK, flyttades ned. Detta på grund av en serieomläggning i hela det danska seriesystemet. 12 lag spelar i serien och alla möter varandra tre gånger. Alla lag möter varandra hemma och borta samt en gång till hemma eller borta beroende på hur laget placerade sig året innan.

## Lagen i 1. division säsongen 2023/2024
- AaB
- AC Horsens
- B.93
- FC Fredericia
- FC Helsingør
- HB Køge
- Hillerød
- Hobro IK
- Kolding IF
- Næstved BK
- Sønderjyske
- Vendsyssel FF